# Alessandro Zilioli
Alessandro Zilioli  (né en 1596 à Venise et mort en 1645 ou 1646 dans la même ville) est un historien italien du XVIIe siècle.

## Biographie
Né vers la fin du XVIe siècle, à Venise, Alessandro Zilioli étudie le droit civil, l’histoire, la littérature, et acquiert une vaste érudition. Il est grand admirateur de Giambattista Marino. Il meurt en 1645, après avoir publié : Storie memorabili de’ nostri tempi libri X, Venise, 1642, in-4°. C’est une suite de l’histoire de Giovanni Tarcagnota, et de celle de Bartolomeo Dionigi da Fano. Elle est continuée par Maiolino Bisaccioni, et par Giovanni Battista Birago Avogadro, dont les ouvrages se trouvent ordinairement réunis à celui de Zilioli ; de là vient que des bibliographes indiquent cette histoire en 3 volumes in-4°. La part de Zilioli dans ce recueil traite des événements européens de toute nature pour les années 1600-1627.

## Publications
Outre une suite des Storie memorabili de 1640 à 1648, non publiée, Alessandro Zilioli a laissé plusieurs manuscrits : 
- Constantinopoli acquistato, poema[3] ;
- Memorie antiche de’ popoli Veneziani ;
- Genealogie delle famiglie civili e mercantili di Venezia ;
- Istituto civile e criminale per il foro di Venezia ;
- Lucubrationes astrologicæ ;
- Vite de’ poeti italiani, in-fol. Il existe des copies de cet ouvrage dans les principales bibliothèques d’Italie, où il a toujours été recherché des curieux. Raphaël Trichet Dufresne en avait rapporté une en France dans le dessein de la faire imprimer ; mais il n’en eut pas le loisir. Ces notices sont rédigées avec une franchise extraordinaire ; elles contiennent des faits peu honorables pour plusieurs écrivains ; ce qui en a empêché la publication, quelque estimable que soit l’ouvrage par le style et par une critique judicieuse. La préface, dans laquelle l’auteur traite du génie de la langue italienne, est, suivant Morelli, un des meilleurs morceaux que l’on connaisse sur cette matière.